# (8088) Australia
(8088) Australia (1990 SL27) – planetoida z grupy pasa głównego asteroid okrążająca Słońce w ciągu 3,47 lat w średniej odległości 2,29 au. Odkryta 23 września 1990 roku.